# FIA WTCC San Marinó-i nagydíj
A FIA WTCC San Marinó-i nagydíj 2005-ben került megrendezésre az Autodromo Enzo e Dino Ferrari-n Imolában, Olaszországban. A versenyt 2008-ban európai nagydíj néven tartották meg.

## Futamgyőztesek
| Év   | Versenyző                        | Gyártó     | Helyszín | Összefoglaló |
| ---- | -------------------------------- | ---------- | -------- | ------------ |
| 2005 | 1. verseny : Fabrizio Giovanardi | Alfa Romeo | Imola    | Összefoglaló |
| 2005 | 2. verseny : Dirk Müller         | BMW        | Imola    | Összefoglaló |